# Георги Попов (политик)
Вижте пояснителната страница за други личности с името Георги Попов.
Георги Иванов Попов е български адвокат, политик от БКП.

## Биография
Роден е на 28 май 1889 година в село Черноземен, Пловдивско. Завършва педагогическо училище в Казанлък през 1909 година и право в Софийския университет „Св. Климент Охридски“ през 1920 година. Започва работа като адвокат в София. Между 1920 и 1932 година адвокатства в Свищов.
През 1936 година става юрисконсулт на Ючбунарската популярна банка, а между 1941 и 1945 година е неин директор и член е на Изпълнителния комитет на БРСДП. В периода 1945 – 1946 година е назначен за министър на социалната политика в правителствата на Кимон Георгиев, а от 1946 до 1947 година за министър без портфейл и подпредседател на Министерския съвет в първото правителство на Георги Димитров. Между 1947 и 1949 година е подпредседател на Министерския съвет и председател на Правителствения комитет за социални и културни въпроси във второто правителство на Кимон Георгиев. През 1948 година БРСДП се слива с БКП и Попов става член на ЦК на БКП. От 1949 до 1950 година управлява Министерството на горите в правителствата на Васил Коларов и Вълко Червенков, а след закриването му оглавява Управлението по горите при Министерския съвет.
През март 1953 година е обвинен в несправяне с поставените му задачи, както и в „политическа неискреност“, отстранен е от поста си и е изключен от БКП.